# سيمون هايدن
سيمون هايدن (26 أكتوبر 1970 في المملكة المتحدة - ) (بالإنجليزية: Simon Hayden)‏ هو لاعب كريكت نيوزلندي.

## وصلات خارجية
- سيمون هايدن على موقع إي آس بي آن كريك إنفو (الإنجليزية)